# Nicholas Nickleby (film, 2002)
Nicholas Nickleby är en brittisk-amerikansk dramafilm från 2002 i regi av Douglas McGrath. Filmen är baserad på Charles Dickens roman Nicholas Nickleby från 1839. I huvudrollerna ses bland andra Charlie Hunnam, Nathan Lane, Jim Broadbent, Christopher Plummer, Romola Garai och Stella Gonet. Filmen nominerades till en Golden Globe Award för bästa film – musikal eller komedi.

## Rollista i urval
- Charlie Hunnam - Nicholas Nickleby
- Nathan Lane - Vincent Crummles
- Jim Broadbent - Wackford Squeers
- Christopher Plummer - Ralph Nickleby
- Jamie Bell - Smike
- Anne Hathaway - Madeline Bray
- Alan Cumming - Mr Folair
- Timothy Spall - Charles Cheeryble
- Tom Courtenay - Newman Noggs, Ralph Nicklebys butler
- Juliet Stevenson - Mrs Squeers
- Romola Garai - Kate Nickleby
- Stella Gonet - Mrs Nickleby
- Heather Goldenhersh - Fanny Squeers
- Dame Edna Everage (Barry Humphries) - Mrs Crummles
- Gerard Horan - Ned Cheeryble
- William Ash - Frank Cheeryble
- Edward Fox - Sir Mulberry Hawk
- David Bradley - Mr Nigel Bray
- Phil Davis - Brooker
- Kevin McKidd - John Browdie
- Nicholas Rowe - Lord Verisopht
- Sophie Thompson - Miss Lacreevy
- Andrew Havill - Mr Nickleby
- Angus Wright - Mr Pluck